# Marco Elter
Marco Elter (Torino, 22 maggio 1894 – Svizzera, 14 aprile 1945) è stato un regista e sceneggiatore italiano.

## Biografia
Nato a Torino, dopo gli studi universitari si trasferì a Roma, entrando nel mondo del cinema come assistente alla regia. Nel 1936, il produttore De Giuli dell'Artisti Associati, gli affidò la regia del suo primo film Allegri masnadieri, con il soggetto scritto da Amleto Palermi, interpretato da una giovane Assia Noris.
Negli anni successivi lavorò ad altre 6 pellicole, per poi morire durante un soggiorno in Svizzera, nel 1945.
Era sposato con l'attrice e soprano italiana Nelly Corradi.

## Filmografia
- Le scarpe al sole (1935)
- Allegri masnadieri (1936)
- Il torrente (1938)
- Orgoglio (1938)
- Il figlio del corsaro rosso (1941)
- Dente per dente (1942)
- Gli ultimi filibustieri (1943)